# Bulgaria en los Juegos Olímpicos de París 2024
Bulgaria estuvo representada en los Juegos Olímpicos de París 2024 por un total de 47 deportistas que compitieron en 15 deportes. Responsable del equipo olímpico es el Comité Olímpico Búlgaro, así como las federaciones deportivas nacionales de cada deporte con participación.
Los portadores de la bandera en la ceremonia de apertura fueron el nadador Liubomir Epitropov y la boxeadora Stanimira Petrova.

## Medallistas
El equipo olímpico de Bulgaria obtuvo las siguientes medallas:
| Nombre             | Deporte            | Competición  |
| ------------------ | ------------------ | ------------ |
| Oro                |                    |              |
| Karlos Nasar       | Halterofilia       | 89 kg M      |
| Semen Novikov      | Lucha grecorromana | 87 kg M      |
| Magomed Ramazanov  | Lucha libre        | 57 kg M      |
| Plata              |                    |              |
| Boriana Kalein     | Gimnasia rítmica   | Individual F |
| Bronce             |                    |              |
| Javier Ibáñez Díaz | Boxeo              | 57 kg M      |
| Bozhidar Andreev   | Halterofilia       | 73 kg M      |
| Kimia Alizadeh     | Taekwondo          | –57 kg F     |